# 플로리다주의 대학 목록
다음은 미국 플로리다주의 대학 목록이다.

## 공립
- 플로리다 애틀랜틱 대학교
- 플로리다 국제 대학교
- 플로리다 주립 대학교
- 플로리다 뉴 칼리지
- 센트럴 플로리다 대학교
- 플로리다 대학교
- 노스 플로리다 대학교
- 사우스플로리다 대학교

## 사립
- 스테츤 대학교
- 마이애미 대학교 (플로리다주)

## 같이 보기
- 미국의 대학 목록